# École des Ingénieurs de la Ville de Paris
La EIVP es la única "Grande École d'Ingenieurs" Francesa especializada en Ingeniería Urbana. Dependiente de la Ciudad de París, esta escuela de educación superior es miembro de PRES Paris-Est, junto con la École nationale des ponts et chaussées. El nuevo campus abrirá durante el otoño de 2012, en el 60 de Rue Rebeval, París. Establecida en 1959 para formar los funcionarios junior de París, la EIVP también forma hoy jóvenes profesionales para el sector privado. Trabaja con las disciplinas relacionadas con las ciudades: construcción, urbanismo, transporte, medio ambiente.

## Enlace
- Website
- ERASMUS intercambios

- Datos: Q273515
- Multimedia: École des ingénieurs de la ville de Paris / Q273515